# Jan-Carl Raspe

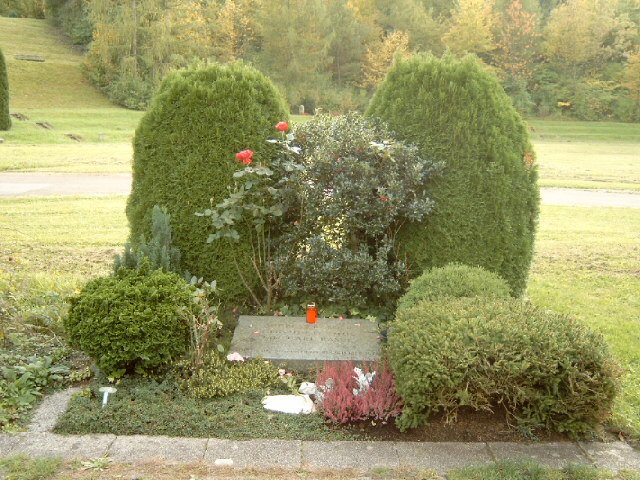
Tomba de Jan-Carl Raspe, Andreas Baader i Gudrun Ensslin.

Jan-Carl Raspe (Seefeld in Tirol, Àustria, 24 de juliol de 1944 - Stuttgart, 18 d'octubre de 1977) fou un activista polític comunista alemany d'origen austríac, membre de l'organització armada Fracció de l'Exèrcit Roig.

## Joventut
Raspe fou descrit com una persona gentil però de difícil comunicació amb els altres. El pare de Raspe declarà posteriorment que el seu fill no suportava la violència. Tot i viure a la República Democràtica Alemanya, es trobava al sector capitalista quan el mur de Berlín fou erigit l'any 1961, i romangué en ell vivint amb els seus oncles. L'any 1967 cofundà la Kommune 2 i l'any 1970 s'uní a la Fracció de l'Exèrcit Roig, també coneguda per la policia com a «Banda Baader-Meinhof». Una vegada li digué a la seva companya de grup Beate Sturm que s'hi havia unit perquè volia superar la seva dificultat de relacionar-se i tenir contacte amb altra gent més enllà de la seva família.

## Membre de la RAF
L'1 de juny de 1972, juntament amb Andreas Baader i Holger Meins, anà a revisar un dipòsit clandestí d'explosius en un garatge a Frankfurt del Main. Raspe hi assistí com a xofer d'un Porsche targa i, tot just arribar al garatge, la policia els començà a envoltar. Baader i Meins havien entrat al garatge i foren envoltats, però Raspe, que romania a fora amb el cotxe, disparà diverses vegades i tractà d'escapar de la policia, sense poder aconseguir-ho: fou capturat i arrestat en un jardí proper. Meins i Baader també foren arrestat poc després.
El 28 d'abril de 1977 fou jutjat i sentenciat a presó perpètua. Unes setmanes després, el 18 d'octubre de 1977, fou trobat amb una ferida de bala a la seva cel·la de la presó de Stammheim, a Stuttgart. Morí poc després d'haver ingressat en un hospital. Els seus amics i companys de militància, Andreas Baader i Gudrun Ensslin, foren trobats morts a les seves cel·les aquell mateix matí. Irmgard Möller fou trobada ferida a la seva cel·la, després d'haver-se, suposadament, autolesionat quatre vegades al pit amb un ganivet de cuina i haver sobreviscut. Malgrat totes les investigacions oficials, l'assumpte conclogué que Baader, Raspe i Ensslin cometeren suïcidi, mentre que Möller i entorn simpatitzant sostenen que les morts foren execucions extrajudicials.
El seu nom fou expressament esmentat com a digne d'agraïment i respecte en la declaració final de dissolució de la Fracció de l'Exèrcit Roig, datada el març de 1998 i rebuda per diverses agències de notícies el 20 d'abril de 1998.